# Deuxième district congressionnel du Maryland
Le 2e district congressionnel du Maryland est un district de l'État américain du Maryland. Le district comprend des parties des comtés de Carroll et de Baltimore, ainsi que de petites portions de la ville de Baltimore. Le siège est représenté par Johnny Olszewski du parti démocrate depuis 2025.

## Histoire
Lorsqu'il a été organisé pour la première fois à la fin des années 1780, le 2e district du Maryland se composait de la partie nord de la rive est du Maryland et de la zone où la rivière Susquehanna se jette dans la baie de Chesapeake. Il avait une population de 55 008 habitants en 1790.
Après le recensement de 1790, le Maryland a gagné deux sièges à la Chambre. Le nouveau 2e district se composait essentiellement du comté de Howard, du comté de Prince George et du comté d'Anne Arundel. La frontière s'étendait sur une ligne se dirigeant vers le nord-est à partir du coin nord-ouest du district de Columbia, de sorte qu'une petite partie du comté de Montgomery se trouvait également dans le 2e district.
Ces limites sont restées en l'état jusqu'au redécoupage du recensement après 1830. À cette époque, le 2e district a été déplacé vers la région côtière est où il se trouvait au début. Le seul changement entre les limites du district en 1790 et celles de 1834 était que cette dernière année, le comté de Caroline faisait partie du 2e district.
Lors du redécoupage de 1842, qui impliquait une diminution du nombre total de représentants, le Maryland est revenu à n'avoir que six membres à la Chambre. Le 2e district a été déplacé à nouveau et composait maintenant le Maryland Panhandle, c'est-à-dire tout le Maryland commençant par le comté de Frederick et allant vers l'ouest.
Le redécoupage du recensement après 1850 a provoqué un autre redécoupage radical des districts du Congrès du Maryland. Le 2e district a été déplacé vers le côté est de l'État. Cependant, cette fois, il n'y avait que la rive est aussi loin au sud que le comté de Kent. Cependant, en allant vers l'ouest, il avait le comté de Harford, le nord et l'ouest du comté de Baltimore et les parties ouest et les plus au sud de Baltimore. Il a également pris dans le comté de Carroll.
Dans le processus de redécoupage de 1862, le Maryland a été réduit à n'avoir que cinq districts congressionnels. Le 2e a été réduit en dimension avec uniquement le comté de Harford, l'est et le nord du comté de Baltimore, y compris certaines zones maintenant à l'intérieur des limites de la ville de Baltimore.
Lors du redécoupage de 1872, le Maryland est passé à six districts. Cependant la superficie du 2e s'agrandissait. C'était en partie dû au fait qu'il avait perdu une partie de sa zone du côté est de Baltimore au profit du 3e. Il comprenait désormais également la quasi-totalité du comté de Baltimore et la partie nord de Baltimore. Le comté de Cecil a été renvoyé dans sa région, mais le comté de Kent est resté dans le 1er district. Le comté de Carroll a également été remis dans le 2e district. Ainsi, le deuxième district en 1873 était plus proche de celui de 1853 que de 1871 en termes de superficie à l'intérieur de ses limites.
En 1890, une petite partie de la ville de Baltimore a été déplacée du 4e district et placée dans le 2e. Il semble que ce soit dans la zone générale où Freemont rencontre Fulton, puis un peu plus au sud le long de Freemont. Ces limites sont restées jusqu'aux élections de 1898. Cette année-là, quelques autres quartiers du nord-ouest de Baltimore ont été transférés du 4e au 2e, ainsi que quelques quartiers du centre-nord de Baltimore.
En 1902, un autre changement a été apporté aux limites des districts congressionnels dans le Maryland. Avec la croissance de la population vers le nord à Baltimore, les limites des 4e et 3e districts ont été déplacées dans des zones auparavant situées dans le 2e district. cependant, les zones du nord-ouest de Baltimore qui étaient plus proches du centre-ville ont été déplacées dans le 2e. Le comté de Cecil a été déplacé vers le 1er district. Le bras du comté de Baltimore autour d'Arbutus était depuis longtemps dans le 5e district, mais à ce stade, il a été transféré dans le 2e district. Celles-ci sont restées les limites du 2e pendant les 50 années suivantes.
En 1952, le Maryland a redessiné ses districts congressionnels parce qu'il avait gagné un autre siège au Congrès. Le 2e district a perdu toute sa superficie dans la ville de Baltimore, il se composait donc désormais des comtés de Baltimore, Carroll et Harford.
En 1966, le Maryland a redessiné ses districts congressionnels pour suivre la règle « Un homme, une voix ». Cela était d'autant plus nécessaire que l'État avait élu l'un de ses représentants lors des deux élections précédentes. Une partie du comté de Baltimore le long de la frontière nord-est de Baltimore a été retirée du 2e district. La section Arbutus du comté de Baltimore a également été retirée du district avec une partie légèrement plus au nord du comté atteignant environ Garrison. La majeure partie du comté de Carroll a été déplacée vers le 6e district basé dans le Panhandle du Maryland.
En 1972, le comté de Harford a été transféré au 1er district. La partie restante du comté de Carroll a été déplacée vers le 6e district. Cependant, la région de la garnison du comté de Baltimore, tout le comté de Baltimore à l'est de Baltimore et même une très petite partie de Baltimore lui-même ont été renvoyés dans le deuxième district.
En 1982, certaines des zones qui se trouvaient dans le 2e district juste au nord et à l'ouest de Baltimore ont été transférées dans le 3e. Dans le même temps, une partie du comté de Harford a été renvoyée dans le 2e district.
En 2012, le district s'est avéré être le onzième district congressionnel le moins compact des États-Unis.

## Géographie
| #   | Comté              | Siège              | Population |
| --- | ------------------ | ------------------ | ---------- |
| 5   | Comté de Baltimore | Towson             | 844 703    |
| 13  | Carroll            | Westminster        | 176 639    |
| 510 | Ville de Baltimore | Ville de Baltimore | 576 498    |

### Villes de 10 000 habitants ou plus
- Baltimore - 576 498
- Towson - 59 553
- Catonsville - 44 701
- Essex - 40 505
- Woodlawn - 39 986
- Owings Mills - 35 674
- Pikesville - 34 168
- Randallstown - 33 655
- Middle River - 33 203
- Eldersburg - 32 582
- Parkville - 31 812
- Milford Mill - 30 622
- Perry Hall - 29 409
- Carney - 29 363
- Reisterstown - 26 822
- Cockeysville - 24 184
- Westminster - 20 126
- Rosedale - 19 961
- Rossville - 16 029
- Overlea - 12 832
- Mays Chapel - 12 224
- Timonium - 10 458
- White Marsh - 10 287

### Villes de 2 500 à 10 000 habitants
- Garrison - 9 487
- Taneytown - 7 234
- Bowleys Quarters - 6 853
- Lutherville - 6 835
- Hampstead - 6 241
- Manchester - 5 408
- Hampton - 5 180
- Sykesville - 4 316

## Historique de vote
| Année | Poste      | Résultats               |
| ----- | ---------- | ----------------------- |
| 2000  | Président  | Bush 55,0 % – 41,0 %    |
| 2004  | Président  | Kerry 54,0 % – 45,0 %   |
| 2008  | Président  | Obama 60,0 % – 38,0 %   |
| 2012  | Président  | Obama 62,0 % – 35,0 %   |
| 2016  | Président  | Clinton 60,0 % – 35,0 % |
| 2018  | Gouverneur | Hogan 56,0 % – 43,0 %   |
| 2020  | Président  | Biden 66,0 % – 32,0 %   |

## Liste des Représentants du district
| Membre                               | Parti                         | Années                            | Congrès     | Histoire électorale | Zone géographique |
| ------------------------------------ | ----------------------------- | --------------------------------- | ----------- | --- | ----------------- |
| District établi le 4 mars 1789       |                               |                                   |             | |                   |
| Joshua Seney (en)                    | Anti-Administration           | 4 mars 1789 - 6 décembre 1792     | 1re , 2e    | Élu en 1789. Réélu en 1790. Démissionne pour devenir Juge en chef du 3e district judiciaire du Maryland                                                                     |                   |
| Vacant                               | Vacant                        | 6 décembre 1792 - 30 janvier 1793 | 2e          | |                   |
| William Hindman (en)                 | Pro Administration            | 30 janvier 1793 - 3 mars 1793     | 2e          | Élu pour terminer le mandat de Seney. |                   |
| John Francis Mercer (en)             | Anti-Administration           | 4 mars 1793 - 13 avril 1794       | 3e          | Redécoupage vers le 3e district et réélu en 1792. Démissionne. |                   |
| Vacant                               | Vacant                        | 13 avril 1794 - 11 novembre 1794  | 3e          | |                   |
| Gabriel Duvall (en)                  | Anti-Administration           | 11 novembre 1794 - 3 mars 1795    | 3e , 4e     | Élu pour terminer le mandat de Mercer. Réélu en 1794. Démissionne pour devenir le Juge en chef de la Cour Générale du Maryland.                                             |                   |
| Gabriel Duvall (en)                  | Républicain-Démocrate         | 4 mars 1795 - 28 mars 1796        | 3e , 4e     | Élu pour terminer le mandat de Mercer. Réélu en 1794. Démissionne pour devenir le Juge en chef de la Cour Générale du Maryland.                                             |                   |
| Vacant                               | Vacant                        | 28 mars 1796 - 5 mai 1796         | 4e          | |                   |
| Richard Sprigg Jr. (en)              | Républicain-Démocrate         | 5 mai 1796 - 3 mars 1799          | 4e , 5e     | Élu pour terminer le mandat de Duvall. Réélu en 1796. Perds sa réélection.                                                                                                  |                   |
| John Chew Thomas (en)                | Fédéraliste                   | 4 mars 1799 - 3 mars 1801         | 6e          | Élu en 1798. Perds sa réélection. |                   |
| Richard Sprigg Jr. (en)              | Républicain-Démocrate         | 4 mars 1801 - 11 février 1802     | 7e          | Élu en 1801. Démissionne. |                   |
| Vacant                               | Vacant                        | 11 février 1802 - 24 mars 1802    | 7e          | |                   |
| Walter Bowie (en)                    | Républicain-Démocrate         | 24 mars 1802 - 3 mars 1805        | 7e , 8e     | Élu pour terminer le mandat de Sprigg. Réélu en 1803. Retrait. |                   |
| Leonard Covington (en)               | Républicain-Démocrate         | 4 mars 1805 - 3 mars 1807         | 9e          | Élu en 1804. Perds sa réélection. |                   |
| Archibald Van Horne (en)             | Républicain-Démocrate         | 4 mars 1807 - 3 mars 1811         | 10e , 11e   | Élu en 1806. Réélu en 1808. Retrait. |                   |
| Joseph Kent (en)                     | Républicain-Démocrate         | 4 mars 1811 - 3 mars 1815         | 12e , 13e   | Élu en 1810. Réélu en 1812. Perds sa réélection. |                   |
| John Carlyle Herbert (en)            | Fédéraliste                   | 4 mars 1815 - 3 mars 1819         | 14e , 15e   | Élu en 1814. Réélu en 1816. Retrait. |                   |
| Joseph Kent (en)                     | Républicain-Démocrate         | 4 mars 1819 - 3 mars 1825         | 16e - 19e   | Élu en 1818. Réélu en 1820. Réélu en 1822. Réélu en 1824. Démissionne pour devenir Gouverneur du Maryland.                                                                  |                   |
| Joseph Kent (en)                     | Anti-Jacksonien               | 4 mars 1825 - 6 janvier 1826      | 16e - 19e   | Élu en 1818. Réélu en 1820. Réélu en 1822. Réélu en 1824. Démissionne pour devenir Gouverneur du Maryland.                                                                  |                   |
| Vacant                               | Vacant                        | 6 janvier 1826 - 1er février 1826 | 19e         | |                   |
| John Crompton Weems (en)             | Jacksonien (en)               | 1er février 1826 - 3 mars 1829    | 19e , 20e   | Élu pour terminer le mandat de Kent. Réélu en 1826. |                   |
| Benedict Joseph Semmes (en)          | Anti-Jacksonien               | 4 mars 1829 - 3 mars 1833         | 21e , 22e   | Élu en 1829. Réélu en 1831. |                   |
| Richard Bennett Carmichael (en)      | Jacksonien (en)               | 4 mars 1833 - 3 mars 1835         | 23e         | Élu en 1833. |                   |
| James Alfred Pearce (en)             | Whig                          | 4 mars 1835 - 3 mars 1839         | 24e , 25e   | Élu en 1835. Réélu en 1837. |                   |
| Philip Francis Thomas                | Démocrate                     | 4 mars 1839 - 3 mars 1841         | 26e         | Élu en 1839. |                   |
| James Alfred Pearce (en)             | Whig                          | 4 mars 1841 - 3 mars 1843         | 27e         | Élu en 1841. |                   |
| Francis Brengle (en)                 | Whig                          | 4 mars 1843 - 3 mars 1845         | 28e         | Élu en 1844. |                   |
| Thomas Johns Perry (en)              | Démocrate                     | 4 mars 1845 - 3 mars 1847         | 29e         | Élu en 1845. |                   |
| James Dixon Roman (en)               | Whig                          | 4 mars 1847 - 3 mars 1849         | 30e         | Élu en 1847. |                   |
| William Thomas Hamilton (en)         | Démocrate                     | 4 mars 1849 - 3 mars 1853         | 31e , 32e   | Élu en 1849. Réélu en 1851. Redécoupage vers le 5e district. |                   |
| Jacob Shower (en)                    | Démocrate                     | 4 mars 1853 - 3 mars 1855         | 33e         | Élu en 1853. |                   |
| James Barroll Ricaud (en)            | Know Nothing                  | 4 mars 1855 - 3 mars 1859         | 34e , 35e   | Élu en 1855. Réélu en 1857. |                   |
| Edwin Hanson Webster (en)            | Know Nothing                  | 4 mars 1859 - 3 mars 1861         | 36e - 39e   | Élu en 1859. Réélu en 1861. Réélu en 1863. Réélu en 1864. Démissionne après avoir été nommé Percepteur des Douanes au Port de Baltimore.                                    |                   |
| Edwin Hanson Webster (en)            | Unioniste                     | 4 mars 1861 - 3 mars 1863         | 36e - 39e   | Élu en 1859. Réélu en 1861. Réélu en 1863. Réélu en 1864. Démissionne après avoir été nommé Percepteur des Douanes au Port de Baltimore.                                    |                   |
| Edwin Hanson Webster (en)            | Unioniste Inconditionnel (en) | 4 mars 1863 - juillet 1865        | 36e - 39e   | Élu en 1859. Réélu en 1861. Réélu en 1863. Réélu en 1864. Démissionne après avoir été nommé Percepteur des Douanes au Port de Baltimore.                                    |                   |
| Vacant                               | Vacant                        | juillet 1865 - 4 décembre 1865    | 39e         | |                   |
| John Lewis Thomas Jr. (en)           | Unioniste Inconditionnel (en) | 4 décembre 1865 - 3 mars 1867     | 39e         | Élu pour terminer le mandat de Webster. |                   |
| Stevenson Archer (en)                | Démocrate                     | 4 mars 1867 - 3 mars 1875         | 40e - 43e   | Élu en 1866. Réélu en 1868. Réélu en 1870. Réélu en 1872. |                   |
| Charles Boyle Roberts (en)           | Démocrate                     | 4 mars 1875 - 3 mars 1879         | 44e , 45e   | Élu en 1874. Réélu en 1876. |                   |
| Joshua Frederick Cockey Talbott (en) | Démocrate                     | 4 mars 1879 - 3 mars 1885         | 46e - 48e   | Élu en 1878. Réélu en 1880. Réélu en 1882. |                   |
| Frank Thomas Shaw (en)               | Démocrate                     | 4 mars 1885 - 3 mars 1889         | 49e , 50e   | Élu en 1884. Réélu en 1886. |                   |
| Herman Stump (en)                    | Démocrate                     | 4 mars 1889 - 3 mars 1893         | 51e , 52e   | Élu en 1888. Réélu en 1890. |                   |
| Joshua Frederick Cockey Talbott (en) | Démocrate                     | 4 mars 1893 - 3 mars 1895         | 53e         | Élu en 1892. |                   |
| William Benjamin Baker (en)          | Républicain                   | 4 mars 1895 - 3 mars 1901         | 54e - 56e   | Élu en 1894. Réélu en 1896. Réélu en 1898. |                   |
| Albert Alexander Blakeney (en)       | Républicain                   | 4 mars 1901 - 3 mars 1903         | 57e         | Élu en 1900. |                   |
| Joshua Frederick Cockey Talbott (en) | Démocrate                     | 4 mars 1903 - 5 octobre 1918      | 58e - 65e   | Élu en 1902. Réélu en 1904. Réélu en 1906. Réélu en 1908. Réélu en 1910. Réélu en 1912. Réélu en 1914. Réélu en 1916. Décès.                                                |                   |
| Vacant                               | Vacant                        | 5 octobre 1918 - 5 novembre 1918  | 65e         | |                   |
| Carville Dickinson Benson (en)       | Démocrate                     | 5 novembre 1918 - 3 mars 1921     | 65e , 66e   | Élu pour terminer le mandat de Talbott. Réélu en 1918. |                   |
| Albert Alexander Blakeney (en)       | Républicain                   | 4 mars 1921 - 3 mars 1923         | 67e         | Élu en 1920. |                   |
| Millard Evelyn Tydings (en)          | Démocrate                     | 4 mars 1923 - 3 mars 1927         | 68e , 69e   | Élu en 1922. Réélu en 1924. |                   |
| William Purington Cole Jr. (en)      | Démocrate                     | 4 mars 1927 - 3 mars 1929         | 70e         | Élu en 1926. |                   |
| Linwood Leon Clark (en)              | Républicain                   | 4 mars 1929 - 3 mars 1931         | 71e         | Élu en 1928. |                   |
| William Purington Cole Jr. (en)      | Démocrate                     | 4 mars 1931 - 26 octobre 1942     | 72e - 77e   | Élu en 1930. Réélu en 1932. Réélu en 1934. Réélu en 1936. Réélu en 1938. Réélu en 1940. Démissionne pour devenir Juge au Tribunal des Douanes des États-Unis.               |                   |
| Vacant                               | Vacant                        | 26 octobre 1942 - 3 janvier 1943  | 77e         | |                   |
| Harry Streett Baldwin (en)           | Démocrate                     | 3 janvier 1943 - 3 janvier 1947   | 78e , 79e   | Élu en 1942. Réélu en 1944. |                   |
| Hugh Allen Meade (en)                | Démocrate                     | 3 janvier 1947 - 3 janvier 1949   | 80e         | Élu en 1946. |                   |
| William P. Bolton (en)               | Démocrate                     | 3 janvier 1949 - 3 janvier 1951   | 81e         | Élu en 1948. |                   |
| James Patrick Sinnott Devereux (en)  | Républicain                   | 3 janvier 1951 - 3 janvier 1959   | 82e - 85e   | Élu en 1950. Réélu en 1952. Réélu en 1954. Réélu en 1956. |                   |
| Daniel Baugh Brewster (en)           | Démocrate                     | 3 janvier 1959 - 3 janvier 1963   | 86e , 87e   | Élu en 1958. Réélu en 1960. |                   |
| Clarence Dickinson Long (en)         | Démocrate                     | 3 janvier 1963 - 3 janvier 1985   | 88e - 98e   | Élu en 1962. Réélu en 1964. Réélu en 1966. Réélu en 1968. Réélu en 1970. Réélu en 1972. Réélu en 1974. Réélu en 1976. Réélu en 1978. Réélu en 1980. Réélu en 1982.          |                   |
| Helen Delich Bentley                 | Républicain                   | 3 janvier 1985 - 3 janvier 1995   | 99e - 103e  | Élue en 1984. Réélue en 1986. Réélue en 1988. Réélue en 1990. Réélue en 1992. Retrait pour se présenter comme Gouverneur du Maryland.                                       |                   |
| Bob Ehrlich                          | Républicain                   | 3 janvier 1995 - 3 janvier 2003   | 104e - 107e | Élu en 1994. Réélu en 1996. Réélu en 1998. Réélu en 2000. Retrait pour se présenter comme Gouverneur du Maryland.                                                           |                   |
| Dutch Ruppersberger                  | Démocrate                     | 3 janvier 2003 - 3 janvier 2025   | 108e - 118e | Élu en 2002. Réélu en 2004. Réélu en 2006. Réélu en 2008. Réélu en 2010. Réélu en 2012. Réélu en 2014. Réélu en 2016. Réélu en 2018. Réélu en 2020. Réélu en 2022. Retrait. | 2003–2013         |
| Dutch Ruppersberger                  | Démocrate                     | 3 janvier 2003 - 3 janvier 2025   | 108e - 118e | Élu en 2002. Réélu en 2004. Réélu en 2006. Réélu en 2008. Réélu en 2010. Réélu en 2012. Réélu en 2014. Réélu en 2016. Réélu en 2018. Réélu en 2020. Réélu en 2022. Retrait. | 2013–2023         |
| Dutch Ruppersberger                  | Démocrate                     | 3 janvier 2003 - 3 janvier 2025   | 108e - 118e | Élu en 2002. Réélu en 2004. Réélu en 2006. Réélu en 2008. Réélu en 2010. Réélu en 2012. Réélu en 2014. Réélu en 2016. Réélu en 2018. Réélu en 2020. Réélu en 2022. Retrait. | 2023–Présent      |
| Johnny Olszewski                     | Démocrate                     | 3 janvier 2025 - en cours         | 119e        | Élu en 2024. |                   |

## Résultats des récentes élections
Voici les résultats des dix précédents cycles électoraux dans le district.

### 2004
| Élection de 2004 du 2e district congressionnel du Maryland | Élection de 2004 du 2e district congressionnel du Maryland | Élection de 2004 du 2e district congressionnel du Maryland | Élection de 2004 du 2e district congressionnel du Maryland | Élection de 2004 du 2e district congressionnel du Maryland |
| ---------------------------------------------------------- | ---------------------------------------------------------- | ---------------------------------------------------------- | ---------------------------------------------------------- | ---------------------------------------------------------- |
| Parti                                                      | Parti                                                      | Candidat                                                   | Votes                                                      | %                                                          |
|                                                            | Démocrate                                                  | Dutch Ruppersberger (sortant)                              | 164 751                                                    | 66,7                                                       |
|                                                            | Républicain                                                | Jane Brooks                                                | 75 812                                                     | 30,7                                                       |
|                                                            | Vert                                                       | Helen Bentley                                              | 6 508                                                      | 2,6                                                        |
| Total des votes                                            | Total des votes                                            | Total des votes                                            | 247 071                                                    | 100 %                                                      |
|                                                            | Les Démocrates conservent                                  |                                                            |                                                            |                                                            |

### 2006
| Élection de 2006 du 2e district congressionnel du Maryland | Élection de 2006 du 2e district congressionnel du Maryland | Élection de 2006 du 2e district congressionnel du Maryland | Élection de 2006 du 2e district congressionnel du Maryland | Élection de 2006 du 2e district congressionnel du Maryland |
| ---------------------------------------------------------- | ---------------------------------------------------------- | ---------------------------------------------------------- | ---------------------------------------------------------- | ---------------------------------------------------------- |
| Parti                                                      | Parti                                                      | Candidat                                                   | Votes                                                      | %                                                          |
|                                                            | Démocrate                                                  | Dutch Ruppersberger (sortant)                              | 135 818                                                    | 69,21                                                      |
|                                                            | Républicain                                                | Jimmy Mathis                                               | 60 195                                                     | 30,68                                                      |
|                                                            | Write-In                                                   | Write-In                                                   | 215                                                        | 0,11                                                       |
| Total des votes                                            | Total des votes                                            | Total des votes                                            | 196 228                                                    | 100 %                                                      |
|                                                            | Les Démocrates conservent                                  |                                                            |                                                            |                                                            |

### 2008
| Élection de 2008 du 2e district congressionnel du Maryland | Élection de 2008 du 2e district congressionnel du Maryland | Élection de 2008 du 2e district congressionnel du Maryland | Élection de 2008 du 2e district congressionnel du Maryland | Élection de 2008 du 2e district congressionnel du Maryland |
| ---------------------------------------------------------- | ---------------------------------------------------------- | ---------------------------------------------------------- | ---------------------------------------------------------- | ---------------------------------------------------------- |
| Parti                                                      | Parti                                                      | Candidat                                                   | Votes                                                      | %                                                          |
|                                                            | Démocrate                                                  | Dutch Ruppersberger (sortant)                              | 198 578                                                    | 71,86                                                      |
|                                                            | Républicain                                                | Richard Matthews                                           | 68 561                                                     | 24,81                                                      |
|                                                            | Libertarien                                                | Lorenzo Gaztanaga                                          | 8 786                                                      | 3,18                                                       |
|                                                            | Write-In                                                   | Write-In                                                   | 408                                                        | 0,15                                                       |
| Total des votes                                            | Total des votes                                            | Total des votes                                            | 276 333                                                    | 100 %                                                      |
|                                                            | Les Démocrates conservent                                  |                                                            |                                                            |                                                            |

### 2010
| Élection de 2010 du 2e district congressionnel du Maryland | Élection de 2010 du 2e district congressionnel du Maryland | Élection de 2010 du 2e district congressionnel du Maryland | Élection de 2010 du 2e district congressionnel du Maryland | Élection de 2010 du 2e district congressionnel du Maryland |
| ---------------------------------------------------------- | ---------------------------------------------------------- | ---------------------------------------------------------- | ---------------------------------------------------------- | ---------------------------------------------------------- |
| Parti                                                      | Parti                                                      | Candidat                                                   | Votes                                                      | %                                                          |
|                                                            | Démocrate                                                  | Dutch Ruppersberger (sortant)                              | 134 133                                                    | 64,21                                                      |
|                                                            | Républicain                                                | Marcelo Cardarelli                                         | 69 523                                                     | 33,28                                                      |
|                                                            | Libertarien                                                | Lorenzo Gaztanaga                                          | 5 090                                                      | 2,44                                                       |
|                                                            | Write-In                                                   | Write-In                                                   | 158                                                        | 0,08                                                       |
| Total des votes                                            | Total des votes                                            | Total des votes                                            | 208 904                                                    | 100 %                                                      |
|                                                            | Les Démocrates conservent                                  |                                                            |                                                            |                                                            |

### 2012
| Élection de 2012 du 2e district congressionnel du Maryland | Élection de 2012 du 2e district congressionnel du Maryland | Élection de 2012 du 2e district congressionnel du Maryland | Élection de 2012 du 2e district congressionnel du Maryland | Élection de 2012 du 2e district congressionnel du Maryland |
| ---------------------------------------------------------- | ---------------------------------------------------------- | ---------------------------------------------------------- | ---------------------------------------------------------- | ---------------------------------------------------------- |
| Parti                                                      | Parti                                                      | Candidat                                                   | Votes                                                      | %                                                          |
|                                                            | Démocrate                                                  | Dutch Ruppersberger (sortant)                              | 194 088                                                    | 65,6                                                       |
|                                                            | Républicain                                                | Nancy Jacobs                                               | 92 071                                                     | 31,1                                                       |
|                                                            | Libertarien                                                | Leo Wayne Dymowski                                         | 9 344                                                      | 3,2                                                        |
|                                                            | Write-In                                                   | Write-In                                                   | 437                                                        | 0,1                                                        |
| Total des votes                                            | Total des votes                                            | Total des votes                                            | 295 940                                                    | 100 %                                                      |
|                                                            | Les Démocrates conservent                                  |                                                            |                                                            |                                                            |

### 2014
| Élection de 2014 du 2e district congressionnel du Maryland | Élection de 2014 du 2e district congressionnel du Maryland | Élection de 2014 du 2e district congressionnel du Maryland | Élection de 2014 du 2e district congressionnel du Maryland | Élection de 2014 du 2e district congressionnel du Maryland |
| ---------------------------------------------------------- | ---------------------------------------------------------- | ---------------------------------------------------------- | ---------------------------------------------------------- | ---------------------------------------------------------- |
| Parti                                                      | Parti                                                      | Candidat                                                   | Votes                                                      | %                                                          |
|                                                            | Démocrate                                                  | Dutch Ruppersberger (sortant)                              | 120 412                                                    | 61,3                                                       |
|                                                            | Républicain                                                | David Banach                                               | 70 411                                                     | 35,9                                                       |
|                                                            | Vert                                                       | Ian Schlakman                                              | 5 326                                                      | 2,7                                                        |
|                                                            | Write-In                                                   | Write-In                                                   | 205                                                        | 0,1                                                        |
| Total des votes                                            | Total des votes                                            | Total des votes                                            | 196 354                                                    | 100 %                                                      |
|                                                            | Les Démocrates conservent                                  |                                                            |                                                            |                                                            |

### 2016
| Élection de 2016 du 2e district congressionnel du Maryland | Élection de 2016 du 2e district congressionnel du Maryland | Élection de 2016 du 2e district congressionnel du Maryland | Élection de 2016 du 2e district congressionnel du Maryland | Élection de 2016 du 2e district congressionnel du Maryland |
| ---------------------------------------------------------- | ---------------------------------------------------------- | ---------------------------------------------------------- | ---------------------------------------------------------- | ---------------------------------------------------------- |
| Parti                                                      | Parti                                                      | Candidat                                                   | Votes                                                      | %                                                          |
|                                                            | Démocrate                                                  | Dutch Ruppersberger (sortant)                              | 192 183                                                    | 62,1                                                       |
|                                                            | Républicain                                                | Pat McDonough                                              | 102 577                                                    | 33,1                                                       |
|                                                            | Libertarien                                                | Kristin S. Kasprzak                                        | 14 128                                                     | 4,6                                                        |
|                                                            | Write-In                                                   | Write-In                                                   | 592                                                        | 0,2                                                        |
| Total des votes                                            | Total des votes                                            | Total des votes                                            | 309 480                                                    | 100 %                                                      |
|                                                            | Les Démocrates conservent                                  |                                                            |                                                            |                                                            |

### 2018
| Élection de 2018 du 2e district congressionnel du Maryland | Élection de 2018 du 2e district congressionnel du Maryland | Élection de 2018 du 2e district congressionnel du Maryland | Élection de 2018 du 2e district congressionnel du Maryland | Élection de 2018 du 2e district congressionnel du Maryland |
| ---------------------------------------------------------- | ---------------------------------------------------------- | ---------------------------------------------------------- | ---------------------------------------------------------- | ---------------------------------------------------------- |
| Parti                                                      | Parti                                                      | Candidat                                                   | Votes                                                      | %                                                          |
|                                                            | Démocrate                                                  | Dutch Ruppersberger (sortant)                              | 167 201                                                    | 66,0                                                       |
|                                                            | Républicain                                                | Liz Matory                                                 | 77 782                                                     | 30,7                                                       |
|                                                            | Libertarien                                                | Michael Carney                                             | 5 215                                                      | 2,1                                                        |
|                                                            | Vert                                                       | Guillaume "Guy" Mimoun                                     | 2 904                                                      | 1,1                                                        |
|                                                            | Write-In                                                   | Write-In                                                   | 200                                                        | 0,1                                                        |
| Total des votes                                            | Total des votes                                            | Total des votes                                            | 253 302                                                    | 100 %                                                      |
|                                                            | Les Démocrates conservent                                  |                                                            |                                                            |                                                            |

### 2020
| Élection de 2020 du 2e district congressionnel du Maryland | Élection de 2020 du 2e district congressionnel du Maryland | Élection de 2020 du 2e district congressionnel du Maryland | Élection de 2020 du 2e district congressionnel du Maryland | Élection de 2020 du 2e district congressionnel du Maryland |
| ---------------------------------------------------------- | ---------------------------------------------------------- | ---------------------------------------------------------- | ---------------------------------------------------------- | ---------------------------------------------------------- |
| Parti                                                      | Parti                                                      | Candidat                                                   | Votes                                                      | %                                                          |
|                                                            | Démocrate                                                  | Dutch Ruppersberger (sortant)                              | 224 836                                                    | 67,7                                                       |
|                                                            | Républicain                                                | Johnny Ray Salling                                         | 106 355                                                    | 32,0                                                       |
|                                                            | Write-In                                                   | Write-In                                                   | 835                                                        | 0,3                                                        |
| Total des votes                                            | Total des votes                                            | Total des votes                                            | 332 026                                                    | 100 %                                                      |
|                                                            | Les Démocrates conservent                                  |                                                            |                                                            |                                                            |

### 2022
| Primaire Démocrate de 2022 du 2e district congressionnel du Maryland | Primaire Démocrate de 2022 du 2e district congressionnel du Maryland | Primaire Démocrate de 2022 du 2e district congressionnel du Maryland | Primaire Démocrate de 2022 du 2e district congressionnel du Maryland | Primaire Démocrate de 2022 du 2e district congressionnel du Maryland |
| -------------------------------------------------------------------- | -------------------------------------------------------------------- | -------------------------------------------------------------------- | -------------------------------------------------------------------- | -------------------------------------------------------------------- |
| Parti                                                                | Parti                                                                | Candidat                                                             | Votes                                                                | %                                                                    |
|                                                                      | Démocrate                                                            | Dutch Ruppersberger (sortant)                                        | 62 896                                                               | 75,5                                                                 |
|                                                                      | Démocrate                                                            | George Croom                                                         | 8 465                                                                | 10,1                                                                 |
|                                                                      | Démocrate                                                            | Marques Dent                                                         | 7 728                                                                | 9,3                                                                  |
|                                                                      | Démocrate                                                            | Liri Fusha                                                           | 4 218                                                                | 5,1                                                                  |

| Primaire républicaine de 2022 du 2e district congressionnel du Maryland | Primaire républicaine de 2022 du 2e district congressionnel du Maryland | Primaire républicaine de 2022 du 2e district congressionnel du Maryland | Primaire républicaine de 2022 du 2e district congressionnel du Maryland | Primaire républicaine de 2022 du 2e district congressionnel du Maryland |
| ----------------------------------------------------------------------- | ----------------------------------------------------------------------- | ----------------------------------------------------------------------- | ----------------------------------------------------------------------- | ----------------------------------------------------------------------- |
| Parti                                                                   | Parti                                                                   | Candidat                                                                | Votes                                                                   | %                                                                       |
|                                                                         | Républicain                                                             | Nicolee Ambrose                                                         | 12 201                                                                  | 32,3                                                                    |
|                                                                         | Républicain                                                             | Dave Wallace                                                            | 7 643                                                                   | 20,2                                                                    |
|                                                                         | Républicain                                                             | Michael Geppi                                                           | 5 595                                                                   | 14,8                                                                    |
|                                                                         | Républicain                                                             | Bernard Flowers                                                         | 4 983                                                                   | 13,2                                                                    |
|                                                                         | Républicain                                                             | Ellen McNulty                                                           | 4 204                                                                   | 11,1                                                                    |
|                                                                         | Républicain                                                             | Lance Griffin                                                           | 3 192                                                                   | 8,4                                                                     |

| Élection de 2022 du 2e district congressionnel du Maryland | Élection de 2022 du 2e district congressionnel du Maryland | Élection de 2022 du 2e district congressionnel du Maryland | Élection de 2022 du 2e district congressionnel du Maryland | Élection de 2022 du 2e district congressionnel du Maryland |
| ---------------------------------------------------------- | ---------------------------------------------------------- | ---------------------------------------------------------- | ---------------------------------------------------------- | ---------------------------------------------------------- |
| Parti                                                      | Parti                                                      | Candidat                                                   | Votes                                                      | %                                                          |
|                                                            | Démocrate                                                  | Dutch Ruppersberger (sortant)                              | 158 998                                                    | 59,2                                                       |
|                                                            | Républicain                                                | Nicolee Ambrose                                            | 109 075                                                    | 40,6                                                       |
|                                                            | Write-In                                                   | Write-In                                                   | 361                                                        | 0,1                                                        |
| Total des votes                                            | Total des votes                                            | Total des votes                                            | 268 434                                                    | 100 %                                                      |
|                                                            | Les Démocrates conservent                                  |                                                            |                                                            |                                                            |

### 2024
| Primaire démocrate de 2024 du 2e district congressionnel du Maryland | Primaire démocrate de 2024 du 2e district congressionnel du Maryland | Primaire démocrate de 2024 du 2e district congressionnel du Maryland | Primaire démocrate de 2024 du 2e district congressionnel du Maryland | Primaire démocrate de 2024 du 2e district congressionnel du Maryland |
| -------------------------------------------------------------------- | -------------------------------------------------------------------- | -------------------------------------------------------------------- | -------------------------------------------------------------------- | -------------------------------------------------------------------- |
| Parti                                                                | Parti                                                                | Candidat                                                             | Votes                                                                | %                                                                    |
|                                                                      | Démocrate                                                            | Johnny Olszewski                                                     | 65 995                                                               | 78,7                                                                 |
|                                                                      | Démocrate                                                            | Harry Bhandhari                                                      | 7 150                                                                | 8,5                                                                  |
|                                                                      | Démocrate                                                            | Sia Kyriakakos                                                       | 4 080                                                                | 4,9                                                                  |
|                                                                      | Démocrate                                                            | Sharron Redd-Burns                                                   | 3 472                                                                | 4,1                                                                  |
|                                                                      | Démocrate                                                            | Jessica Sjoberg                                                      | 1 692                                                                | 2,0                                                                  |
|                                                                      | Démocrate                                                            | Clint Spellman                                                       | 1 466                                                                | 1,7                                                                  |

| Primaire républicaine de 2024 du 2e district congressionnel du Maryland | Primaire républicaine de 2024 du 2e district congressionnel du Maryland | Primaire républicaine de 2024 du 2e district congressionnel du Maryland | Primaire républicaine de 2024 du 2e district congressionnel du Maryland | Primaire républicaine de 2024 du 2e district congressionnel du Maryland |
| ----------------------------------------------------------------------- | ----------------------------------------------------------------------- | ----------------------------------------------------------------------- | ----------------------------------------------------------------------- | ----------------------------------------------------------------------- |
| Parti                                                                   | Parti                                                                   | Candidat                                                                | Votes                                                                   | %                                                                       |
|                                                                         | Républicain                                                             | Kim Klacik                                                              | 25 337                                                                  | 63,1                                                                    |
|                                                                         | Républicain                                                             | Dave Wallace                                                            | 9 433                                                                   | 23,4                                                                    |
|                                                                         | Républicain                                                             | John Thormann                                                           | 5 414                                                                   | 13,5                                                                    |

| Élection de 2024 du 2e district congressionnel du Maryland | Élection de 2024 du 2e district congressionnel du Maryland | Élection de 2024 du 2e district congressionnel du Maryland | Élection de 2024 du 2e district congressionnel du Maryland | Élection de 2024 du 2e district congressionnel du Maryland |
| ---------------------------------------------------------- | ---------------------------------------------------------- | ---------------------------------------------------------- | ---------------------------------------------------------- | ---------------------------------------------------------- |
| Parti                                                      | Parti                                                      | Candidat                                                   | Votes                                                      | %                                                          |
|                                                            | Démocrate                                                  | Johnny Olszewski                                           | 223 797                                                    | 58,2                                                       |
|                                                            | Républicain                                                | Kim Klacik                                                 | 152 079                                                    | 39,5                                                       |
|                                                            | Libertarien                                                | Jasen Wunder                                               | 8169                                                       | 2,1                                                        |
|                                                            | Write-In                                                   | Write-In                                                   | 749                                                        | 0,2                                                        |
| Total des votes                                            | Total des votes                                            | Total des votes                                            | 384 794                                                    | 100 %                                                      |
|                                                            | Les Démocrates conservent                                  |                                                            |                                                            |                                                            |